# Zenit (revue)
Pour les articles homonymes, voir Zenit.
Zenit (serbo-croate Зенит/Zenit) est une revue d'avant-garde yougoslave, fondée par Ljubomir Micić (en), publiée à partir de 1921 à Zagreb et de 1923 à 1926 à Belgrade. Elle est la promotrice du zénitisme (en), mouvement proche du dadaïsme et du futurisme. Zenit fait partie des grandes revues avant-gardistes qui naissent en Europe dans les années 1920, en particulier en Europe centrale.

## Présentation
Revue militante et anticonformiste, elle disparaît avec l'exil de son fondateur, accusé de bolchévisme. Revue internationaliste, Zenit a publié des textes en français, russe, allemand, mais aussi en flamand, espagnol, bulgare, italien, tchèque, hongrois, espéranto, ainsi que des traductions en serbo-croate d'auteurs russes. Ivan Goll a été un collaborateur important de la revue, dont il a été le coéditeur du numéro huit au numéro treize.
Micić est le promoteur du « barbarogénie », dans son « Manifeste aux barbares d'esprit et de la pensée sur tous les continents », publié en serbo-croate et en français en 1926, et dans lequel il annonce l'avénement de la balkanisation de l'Europe : « Au nom de ce barbarogénie et de son esprit, le zénistisme, nous sommes aujourd'hui les barbares de la civilisation.(…) Le zénitisme est la révolution barbare de l'esprit, la révolution barbare de la pensée, la révolution barbare de tous les sentiments ».
Autour de la revue ont été organisées des soirées « zénitistes » donnant lieu à des conférences ou des pièces de théâtre. En avril 1924 est organisée la Première Exposition internationale d'Art nouveau (qui est aussi la dernière) à Belgrade, avec des œuvres provenant de toute l'Europe, entre autres de Delaunay, Kandinsky, Moholy-Nagy, Zadkine… Les animateurs de la revue ont eux-mêmes participé à plusieurs expositions internationales : à celle organisée en 1924 à Bucarest par la revue Contimporanul (en), à l'« Internationale Ausstellung Jünger Kunst » de Bielefeld, et à celle de l'« Art révolutionnaire d'Occident » à Moscou en 1926.